# Tournoi de tennis de Catalogne
Le tournoi de tennis de Catalogne est un tournoi de tennis féminin du circuit professionnel WTA qui se joue sur terre battue en extérieur.
Il est créé en 2023 pour rejoindre les tournois classés en WTA 125. L'épreuve est placée dans le calendrier féminin avant le tournoi de Roland-Garros. Le tournoi se déroule à Reus, dans la région de Catalogne en Espagne, au sein du Reus Monterols Tennis Club.
La ville de Reus accueille également depuis 2000 un tournoi du circuit ITF masculin connu sous le nom de Circuit Tennis Català - CT Reus Monterols. Depuis 2020, il est doté de 25 000 $ et disputé sous le nom d'Autolica Mercedes-Benz - Ciutat de Reus.

## Palmarès

### Simple
| No | Date       | Nom et lieu du tournoi         | Catégorie | Dotation  | Surface      | Vainqueure         | Finaliste         | Score          |         |
| -- | ---------- | ------------------------------ | --------- | --------- | ------------ | ------------------ | ----------------- | -------------- | ------- |
| 1  | 01-05-2023 | Catalonia Open WTA 125, Reus   | WTA 125   | 115 000 $ | Terre (ext.) | Sorana Cîrstea     | Elizabeth Mandlik | 6-1, 4-6, 7-61 | Tableau |
| 2  | 30-04-2024 | Catalonia Open WTA 125, Lleida | WTA 125   | 115 000 $ | Terre (ext.) | Kateřina Siniaková | Mayar Sherif      | 6-4, 4-6, 6-3  | Tableau |
| 3  | 28-04-2025 | Catalonia Open WTA 125, Vic    | WTA 125   | 115 000 $ | Terre (ext.) | Dalma Gálfi        | Rebeka Masarova   | 6-3, 6-0       | Tableau |

### Double
| No | Date       | Nom et lieu du tournoi        | Catégorie | Dotation  | Surface      | Vainqueures                      | Finalistes                    | Score     |         |
| -- | ---------- | ----------------------------- | --------- | --------- | ------------ | -------------------------------- | ----------------------------- | --------- | ------- |
| 1  | 01-05-2023 | Catalonia Open WTA 125 Reus   | WTA 125   | 115 000 $ | Terre (ext.) | Storm Hunter Ellen Perez         | Alexa Guarachi Erin Routliffe | 6-1, 7-68 | Tableau |
| 2  | 30-04-2024 | Catalonia Open WTA 125 Lleida | WTA 125   | 115 000 $ | Terre (ext.) | N. Melichar-Martinez Ellen Perez | Katarzyna Piter Mayar Sherif  | 7-5, 6-2  | Tableau |
| 3  | 28-04-2025 | Catalonia Open WTA 125 Vic    | WTA 125   | 115 000 $ | Terre (ext.) | Bianca Andreescu Aldila Sutjiadi | Leylah Fernandez Lulu Sun     | 6-2, 6-4  | Tableau |

## Palmarès ITF

### Vainqueurs en simple
- 2004 :  Marcel Granollers
- 2005 :  Marco Mirnegg
- 2006 :  Jose-Luis Muguruza
- 2007 :  Miguel-Angel Lopez Jaen
- 2008 :  Javier Genaro-Martinez
- 2009 :  Ignacio Coll-Riudavets
- 2010 :  Laurent Rochette
- 2011 :  Pedro Clar-Rossello
- 2012 :  Enrico Burzi
- 2013 :  Jordi Samper-Montana
- 2014 :  Jordi Samper-Montana
- 2015 :  Kamil Majchrzak
- 2016 :  Bastian Malla
- 2017 :  Javier Marti
- 2018 :  Gian Marco Moroni
- 2019 :  Eduard Esteve Lobato
- 2020 : Annulé
- 2021 :  Alex Marti Pujolras
- 2022 :  Matteo Martineau
- 2023 :  Vilius Gaubas